# Bob Kenney
Robert Earl Kenney (Arkansas City, Kansas, 23 de junio de 1931-27 de octubre de 2014) es un exjugador de baloncesto estadounidense. Con 1,88 metros de estatura, su puesto natural en la cancha era el de base. Fue campeón olímpico con Estados Unidos en los Juegos Olímpicos de Helsinki 1952.